# Dalavaipatti
Dalavaipatti (o Dalavaypattanam, Dalavoipatnam) è una suddivisione dell'India, classificata come census town, di 6.256 abitanti, situata nel distretto di Salem, nello stato federato del Tamil Nadu. In base al numero di abitanti la città rientra nella classe V (da 5.000 a 9.999 persone).

## Geografia fisica
La città è situata a 10° 40' 0 N e 77° 28' 60 E e ha un'altitudine di 258 m s.l.m..

## Società

### Evoluzione demografica
Al censimento del 2001 la popolazione di Dalavaipatti assommava a 6.256 persone, delle quali 3.264 maschi e 2.992 femmine. I bambini di età inferiore o uguale ai sei anni assommavano a 800, dei quali 433 maschi e 367 femmine. Infine, coloro che erano in grado di saper almeno leggere e scrivere erano 3.407, dei quali 2.069 maschi e 1.338 femmine.